# Digitaria compacta
Digitaria compacta là một loài thực vật có hoa trong họ Hòa thảo. Loài này được (Roth ex Roem. & Schult.) Veldkamp mô tả khoa học đầu tiên năm 1973.